# Gare de Cusset
Gare de Cusset vasútállomás Franciaországban, Cusset településen.

## Vasútvonalak
Az állomást az alábbi vasútvonalak érintik:

## Kapcsolódó állomások
A vasútállomáshoz az alábbi állomások vannak a legközelebb: